# Turze (województwo pomorskie)
Turze – wieś kociewska w Polsce położona w województwie pomorskim, w powiecie tczewskim, w gminie Tczew nad jeziorem Damaszka. 
Wieś jest siedzibą sołectwa, w którego skład wchodzi również miejscowość Małe Turze. Turze znajduje się na trasie DW224  (Biała-Kartuzy-Nowa Karczma-Skarszewy-Tczew) 12 km od Tczewa.

## Historia
Wieś wzmiankowana w roku 1248 jako dwie wsie o nazwach Małe i Wielkie Turze. Oba majątki znajdowały się w wieku XIII w rękach rycerza Konrada von Bordin. W latach 1913–1918 wybudowano we wsi neogotycki kościół o wystroju neobarokowym, służący ewangelikom, a od roku 1969 parafii katolickiej. W latach 1973–1976 miejscowość była siedzibą gminy Turze. W latach 1975–1998 miejscowość położona była w województwie gdańskim.

## Zabytki
Według rejestru zabytków NID na listę zabytków wpisany jest zespół dworski z kościołem parafialnym, XVIII–XX w., nr rej.: A-1189 z 11.11.1987:
- dwór
- park
- neogotycki kościół pw. MB Nieustającej Pomocy, 1913-18 (na terenie parku).